# Paraphylax globatorius
Paraphylax globatorius är en stekelart som först beskrevs av André Seyrig 1952.  Paraphylax globatorius ingår i släktet Paraphylax och familjen brokparasitsteklar. Inga underarter finns listade i Catalogue of Life.